# Kogia danomurai
Kogia danomurai es una especie extinta de cetáceo odontoceto del género Kogia, que vivió hace 5.8 millones de años durante el Mioceno de Perú. El holotipo, un cráneo parcial aislado, fue descubierto en el desierto de Sacaco (norte de Arequipa) de la Formación Pisco. Fue descrito por Benites‐Palomino et al., 2021. El nombre específico honra a Dan Omura Agena, antiguo miembro del Departamento de Paleontología de Vertebrados del MHN-UNMSM. Es la especie más antigua del género Kogia e indica que estos cachalotes enanos se originaron y diversificaron en Perú.